# Saludo Real
Durante el período en que Irak fue gobernado por una familia real, el Saludo Real (Árabe: تحية الملكي Inglés: The Royal Salute) fue el himno nacional oficial. Técnicamente, se trata de una fanfarria que se interpreta a la llegada del rey en las ceremonias públicas, pero también cumplió las funciones de himno nacional de este país durante este tiempo. La música, en "bombo y platillo árabe" estilo de himno, fue compuesta por el Lieut. A. Chaffon, un inglés que fue director de las bandas del Ejército de Irak. Fue elegido para componer el himno después de haber ganado una competición en 1924 con este específico propósito.
- Datos: Q11265639